# Route nationale 7 (Serbie)
Pour les articles homonymes, voir Route nationale 7.
La route nationale 7 (en serbe cyrillique : Магистрала 7 ; en serbe latin : Magistrala 7 ; en abrégé : M7) était une route nationale de Serbie. Elle reliait Bačka Palanka à Srpska Crnja, c'est-à-dire la frontière croate à la frontière roumaine.

## Parcours
La M7 prolongeait une route venue de Vukovar, en Croatie. En Serbie, elle trouvait son origine à Bačka Palanka, où elle a croisé la M18, puis passait à Futog et à Novi Sad, où elle a croisé les routes M21, M22 et M22.1. Elle poursuivait sa course en direction de Zrenjanin, où elle rencontrait la M7.1 et la M24 et arrivait à Srpska Crnja, à la frontière entre la Roumanie et la Serbie ; elle se prolongeait alors sous un autre nom jusqu'à Timişoara.
La route effectuait la totalité de son parcours dans la province autonome de Voïvodine.